# Ahmed Barzani
Pour les articles homonymes, voir Barzani.
Ahmed Barzani (1896 - 11 janvier 1969) était le chef de la tribu des Barzani au Kurdistan d'Irak. Avec son petit frère, Mustafa Barzani, il a combattu le gouvernement irakien.

## Les révoltes des Barzani

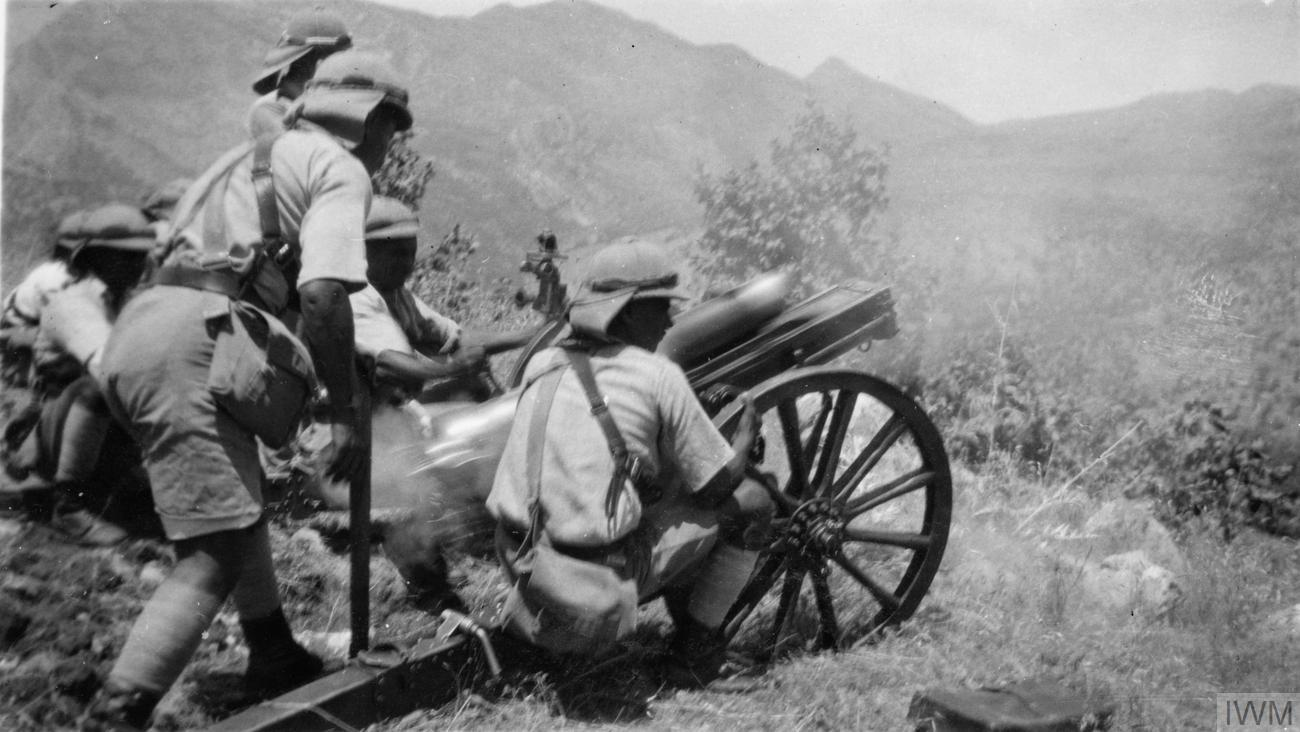
L'armée irakienne bombardant Shirwan-A-Mazin depuis un flanc de coteau, à Kani-Ling, durant la révolte des Barzani, juin 1932

Ahmed Barzani dirigea l'une des plus grandes révoltes des Barzan de 1931 à 1937 contre le gouvernement irakien. Durant cette guerre, il acquit une renommée régionale et même le respect de nombreux généraux irakiens.
Ahmed Barzani a suscité la méfiance de la Grande-Bretagne (puissance de tutelle de l'Irak), de l'Irak et de la Turquie. Il jouissait en effet d'une forte sympathie dans tout le Kurdistan, en particulier du mouvement Xoybun qui mena la révolte d'Ararat au Kurdistan de Turquie. La Turquie envisagea donc d'aider l'Irak à éliminer Barzani. En septembre 1930, dans un entretien avec le Premier ministre irakien, Nuri Said, un attaché militaire turc à Bagdad s'exprimait ainsi : "les opérations militaires à Ararat ont été menées avec succès. L'armée va poursuivre des opérations similaires à l'ouest du lac de Van. Nous nous attendons à une fin rapide de ces opérations. L'armée turque mobilisera alors ses troupes le long de la frontière irakienne si l'armée irakienne attaque le Cheikh Barzani."

## Religion
Bien qu'il fût soufi d'obédience Naqshibandi et un chef spirituel, Barzani a été honni en raison de pratiques religieuses considérées comme inacceptables pour un religieux musulman de son rang. Ses pratiques religieuses étaient sans rapport avec les croyances Naqshibandi.
En 1927, Mollah Abd al-Rahman, un des mollahs de la région de Barzan, déclare que Dieu réside en Ahmed Barzani et affirme être son prophète. Plus tard, il appelle les adeptes de Barzani à abandonner la Qibla de La Mecque. Quelque dix mois plus tard, la tribu des Balik reconnaît la divinité d'Ahmed Barzani et annonce son ralliement au Cheikh.
En 1931, cette situation conduit à une guerre avec la tribu rivale des Baradust menée par Cheikh Rashid de Lolan. L'accusant d'impiété, Rashid ordonne à son clan d'attaquer les villages Barzani en juillet 1931. Les combats durent jusqu'en novembre 1931 avec la défaite des Baradus et l'exil de Rashid au Kurdistan iranien. Lors du soulèvement contre le gouvernement irakien en 1931, il annonce sa conversion au christianisme.

## Protection de l'environnement
Ahmed Barzani était particulièrement soucieux de la protection de l'environnement. Il a tenté d'appliquer des règles pour préserver la nature. Ainsi, sous son autorité, il était interdit de :
- Abattre les arbres fruitiers et les arbres procurant de l'ombre aux voyageurs ;
- Surexploiter le miel en raison du risque de disparition des abeilles ;
- Tuer les serpents non venimeux ;
- Chasser durant la période de reproduction des animaux .

## Idées politiques
Barzani rejetait le népotisme en matière de gouvernement. Selon lui, le pouvoir devait être fondé sur la compétence et le mérite. Il dénonçait également la corruption qui touchait le mouvement national kurde kurdmedia.com.